# Manuel Tarín i Iglesias
Manuel Tarín i Iglesias (Barcelona, 9 de desembre de 1919 – 16 de juliol de 2007) fou un periodista català, germà del també periodista Josep Tarín i Iglésias. Com a director de la revista Ondas va impulsar el 1953 la creació del primer Premi Nacional de Guions, precedent del que l'any següent serien els Premis Ondas. Va tenir un paper cabdal durant la riuada a la tardor de 1962.
L'abril de 1963 va ser nomenat director de Ràdio Barcelona, càrrec que ocuparia fins al 1973, quan va començar a dirigir El Noticiero Universal fins a 1977. Es considera que durant la seva direcció de Ràdio Barcelona va promocionar tímidament el moviment de la Nova Cançó i la introducció del català en programes com Radioscope, de Salvador Escamilla. Tarín va fundar el Serenísimo Capítulo de Caballeros del Vino per promoure la viticultura catalana, i amb Eusebi Güell i Jover va crear el Club de la Llave de Barcelona. Va escriure l'obra autobiogràfica Los años rojos, la novel·la Pena de vida i l'obra històrica Pierre Lava.